# Hollandia Archeologen
Hollandia Archeologen is een Nederlands onderzoeks- en adviesbureau op het vlak van archeologie en cultuurhistorie. Het bureau is in 1998 opgericht en heeft vestigingen in Zaandijk en Rotterdam.

## Geschiedenis
Het bedrijf werd opgericht in 1998 door oud-studenten van de Universiteit van Amsterdam en een voormalig conservator van het Rijksmuseum aldaar. Het oprichten van een archeologisch bureau kwam voort uit eerdere opgravingen en veldonderzoeken. Enkele voorbeelden daarvan zijn expedities naar Nova Zembla in 1993 en 1995. Het bedrijf is opgezet in een periode dat de markt voor archeologie en cultuurhistorie commercialiseerde. Het bureau specialiseerde zich aanvankelijk in (prospectie)onderzoek, met name bureau- en booronderzoek. Als gevolg van het beleid dat voortkwam uit de Nota Belvedere en door wijziging van het Besluit ruimtelijke ordening in 2012, groeide de markt voor breder cultuurhistorisch onderzoek. Het bureau is zich ook gaan toeleggen op andere onderdelen van de AMZ-cyclus waaronder opgraven en beleidsondersteuning van gemeentes. Dit gebeurt onder andere door het maken van archeologische waarden- en verwachtingskaarten. In 2017 opende het bedrijf een nevenvestiging in Rotterdam.